# أليكس كيم (تنس)
أليكس كيم (بالإنجليزية: Alex Kim) مواليد 20 ديسمبر 1978 في ماريلاند، الولايات المتحدة، هو لاعب كرة مضرب أمريكي بدأ مسيرته كمحترف سنة 2000 يلعب باليد اليمنى. أعلى تصنيف له في الفردي كان المركز الـ 106 في سنة 2002. أعلى تصنيف له في الزوجي كان المركز الـ 264 في سنة 2003.

## النهائيات

### الفردي: (3)
| الرقم | السنة | الدورة                     | الأرضية | المنافس في النهائي | النتيجة في النهائي |
| ----- | ----- | -------------------------- | ------- | ------------------ | ------------------ |
| 1.    | 2001  | كيرفيل، الولايات المتحدة   | صلبة    | ماردي فيش          | 6–3, 3–6, 6–4      |
| 2.    | 2002  | برمنغهام، الولايات المتحدة | ترابية  | سيسيل ماميت        | 7–6(11–9), 6–2     |
| 3.    | 2003  | فريسنو، الولايات المتحدة   | صلبة    | جيف موريسون        | 7–5, 7–6(8–6)      |

### الزوجي: (1)
| الرقم | السنة | الدورة              | الأرضية | الشريك        | المنافس في النهائي                   | النتيجة في النهائي |
| ----- | ----- | ------------------- | ------- | ------------- | ------------------------------------ | ------------------ |
| 1.    | 2003  | سول، كوريا الجنوبية | صلبة    | إي هيونغ تايك | أليكس بوغومولوف جونيور جيف سالزنستين | 1–6, 6–1, 6–4      |

## روابط خارجية
- أليكس كيم على موقع رابطة محترفي التنس (الإنجليزية)
- أليكس كيم على موقع الاتحاد الدولي لكرة المضرب (الإنجليزية)
- أليكس كيم على موقع خلاصة التنس.كوم (الإنجليزية)
- أليكس كيم على موقع إي إس بي إن.كوم (الإنجليزية)